# حملة محاربة الدين في الاتحاد السوفييتي (1921-1928)
كانت حملة محاربة الدين في الاتحاد السوفييتي (1921-1928) حملة اضطهاد مناهضة للدين شُنت ضد الكنائس والمؤمنين من قبل الحكومة السوفييتية في أعقاب الحملة الأولى المناهضة للدين خلال الحرب الأهلية الروسية. كان التخلص من الدين بمعظمه واستبداله بالربوبية واللاأدرية والإلحاد المدعومة بنظرة مادية إلى العالم هدفًا أيديولوجيًا أساسيًا للدولة. ولتحقيق هذه الغاية استهدفت الدولة المؤمنين بحملات اضطهاد مناهضة للدين كانت تهدف إلى إيذاء الدين والقضاء عليه. لم يكن كون المرء مؤمنًا أو اعتناقه لدين أمرًا غير قانوني في أي يوم، وبالتالي فإن أنشطة هذه الحملة غالبًا ما كانت متخفية تحت ذرائع أخرى (كانت غالبًا مقاومة للنظام) استندت إليها الدولة أو اخترعتها لتبرير أنشطتها.

## التاريخ
دخل الاضطهاد مرحلة جديدة في عام 1921 مع القرارات التي اتخذها المؤتمر العاشر للحزب الشيوعي السوفييتي، والتي ستهيئ المناخ لبقية اضطهادات العقد، والتي ستدخل مرحلة جديدة أخرى في عام 1929 حين صدر تشريع جديد بشأن حظر الأنشطة الدينية العامة.
أطلق المؤتمر العاشر للحزب «السياسية الاقتصادية الجديدة» (نيب) التي اقترحها لينين استجابة إلى الحالة السيئة للاقتصاد الروسي التي كانت نتيجة الحرب العالمية الأولى والحرب الأهلية الروسية، والنظام الشيوعي الحربي المستخدم خلال الأخيرة. واجهت الدولة ثورات عمالية شعبية واسعة النطاق، والتي رآها ليون تروتسكي تشكل تهديدًا لبقاء الدولة. جلبت السياسة الاقتصادية الجديدة حدًا معينًا من المشاريع الحرة المحدودة، وكان الهدف منها التوصل إلى تسوية مع عامة السكان وكذلك أيضًا طرح النظام الجديد في هيئة أجدر بالاحترام في نظر المجتمع الدولي وبالتالي الحصول على مكان في السوق العالمية. بهدف اكتساب سمعة أفضل، اعتبر النظام أنه من المضر الاستمرار في سياسة الحرب الأهلية المتمثلة بقتل المؤمنين المتدينين دون محاكمات أو اتهامات معقولة.
لهذا السبب، كانت الحملة المناهضة للدين بحاجة إلى أن تنفَّذ تحت ذرائع أكثر إقناعًا. وعلى الرغم من ذلك، بقي القضاء على الدين هدفًا أيديولوجيًا أساسيًا للدولة.
كانت قد وقعت حملتان رئيسيتان مناهضتين للدين في عشرينيات القرن العشرين، كانت إحداهما الحملة للاستيلاء على مقتنيات الكنيسة وكانت الأخرى الحملة للانشقاق التجديدي في الكنيسة الأورثوذوكسية.
وصل هذا الجزء من الحملة الدينية للدولة إلى نهايته في عام 1929، حين بدأ جوزيف ستالين بتنفيذ حملة أشد قسوة حدثت في العقد التالي.

## تدابير تشريعية
اجتمع المؤتمر العاشر للحزب في أوائل عام 1921 وأصدر القرار «حول غلافبوليتبروسفيت (اللجنة المركزية للجمهورية للتعليم السياسي) والتحريض: مشكلات الدعاية في الحزب». دعا هذا القرار إلى «تنظيم وقيادة وتعاون واسعي النطاق في مهمة التحريض والدعاية المعادية للدين بين الجماهير الغفيرة من العمال، مستخدمة وسائل الإعلام والأفلام والكتب والمحاضرات وغيرها من الأجهزة».
في أغسطس من ذلك العام، تبنّى اجتماع عام للجنة المركزية للحزب تعليمات من 11 نقطة حول تفسير وتطبيق المادة 13 (المذكورة أعلاه). ميزت هذه التعليمات بين المؤمنين المتعلمين وغير المتعلمين، وحظرت عضوية الحزب على أي مؤمن متدين كان من بين رجال الدين أو كان قد نال تعليمًا دينيًا، إلا أن المؤمنين غير المتعلمين سُمح لهم بالعضوية في الحزب على أساس فردي في حال أثبتوا ولاءهم للشيوعية. وبالرغم من ذلك، صدر مرسوم يقضي بأن يخضع هؤلاء الأعضاء ل«أعمال إعادة تثقيف خاصة» من أجل جعلهم ملحدين. حذرت التعليمات من التصرفات المتهورة في الدعاية المعادية للدين، ومن علنية مبالغ فيها 'للتحريض المناهض للدين' وشددت على أهمية 'العمل الجاد في مجال التنوير الثقافي العلمي، وترسيخ أساس علمي طبيعي لتحليل تاريخي سليم للمسألة الدينية'. كان هذا يعني أن الحملة المعادية للدين ينبغي أن تكون موجهة نحو بناء نظام تعليمي وثقافة لا دينية، لا أن توجِّه هجومًا على الدين وسخرية منه. وفرضت على قسم التحريض في اللجنة المركزية والثورة والكنيسة وغلافبوليتبروسفيت الانصياع إلى ذلك. وأكدت التعليمات أيضًا على أن الدولة كانت تحارب جميع أشكال المعتقدات الدينية لا الأديان الفردية فقط (كالكنيسة الأرثوذكسية).
بعد المؤتمر العاشر، بدأت السلطات باتخاذ تدابير ضد المناظرات العامة، التي عُلقت رسميًا في نهاية المطاف في عام 1929 واستُبدلت بمحاضرات عامة من قبل الملحدين. كان السبب وراء إيقافها أنها لم تلبي مطلب الجمهور وأن الناس كانوا يفضلون تقوية إلحادهم بالدراسة. أُلقي القبض على مارتسينكوفسكي ونُفي في عام 1922 بسبب موعظات دينية ألقاها جذبت الناس إلى الدين، وأُخبر أنه بإمكانه العودة في غضون سنوات قليلة بمجرد أن يصبح العمال أكثر حكمة (في الحقيقة لم يُسمح له بالعودة أبدًا).

## اضطهاد الكنيسة الأرثوذكسية
على الرغم من جزء تعليمات أغسطس 1921 المتمحور حول محاربة الأديان كافة، اتخذت الدولة موقفًا متشددًا ضد الكنيسة الأرثوذكسية تحت ذريعة أنها كانت تعود لإرث الماضي القيصري. ربما كان هذا أيضًا اعتبارًا براغماتيًا نظرًا إلى القناعة بأن الدولة لم تكن قوية بعد بما يكفي لتوسيع أنشطتها المعادية للدين خارج الكنيسة الأرثوذكسية.
حين طالب قادة الكنيسة بالحرية الدينية بموجب الدستور، تلخصت استجابة الشيوعيين بالإرهاب الأحمر. فقتلوا مطران كييف وأعدموا ثمانية وعشرين أسقفًا و6,775 كاهنًا. أفضى القمع إلى إخضاع معظم القادة الكنسيين.
كتب بطريرك موسكو تيخون منشورًا حول الحياد السياسي وفك ارتباط الكنيسة عن عالم السياسة، وصوّرته الدعاية الرسمية على أنه شكل من أشكال التمويه لإخفاء هدفه الحقيقي في دعم الأرستقراطية البرجوازية الأوتوقراطية. شدد تيخون على حرية الكنيسة في الفصل بين الكنيسة والدولة وواجب المؤمنين في أن يكونوا مخلصين للدولة في الأمور المدنية، بالقدر الذي لا يتعارض مع ولاء المسيحي الرئيسي لله. وأصدر ثلاثة إعلانات ولاء للدولة السوفييتية في أعوام 1919 و1923 وفي وصيته الأخيرة عام 1925.
ابتداءًا من مارس عام 1922، نشرت الصحافة السوفييتية روايات تشهّر بسلوك رجال الدين والمؤمنين. وأعقب ذلك اعتقال ومحاكمة الأشخاص الذين تعرضوا للتشهير.
وكان من الممكن أيضًا اعتقال المؤمنين بسبب ادعاء بالمعجزات أو احتفائهم بها. كان قمع المعجزات أمرًا ضروريًا في نظر الدولة لتناقضها مع الإلحاد في أيديولوجيا الدولة الرسمية. وعلى الرغم من ذلك، لم يكن من القانوني بعد محاكمة الأشخاص لمجرد تقديم مثل هذه الادعاءات (سيصبح الأمر كذلك في عام 1929)، لذلك قوضيت ادعاءات المعجزة بدلًا من ذلك بحجة أنها كانت أعمال مقاومة تهدف إلى تقوية مقاومة المؤمنين للحفاظ على قيم الكنيسة. في تولا، حُكم على الأسقف المحلي يوفينالي بالسجن لمدة عشر سنوات بعد أن ادعى السكان المحليون بأن معجزة قد حدثت. وسُجن عدة أساقفة آخرين معه.
كان لا بد من تحويل الإيمان إلى شأن خاص وجعله غير مرئي قدر الإمكان. لم يكن ممكنًا أن يتسامح النظام مع إيمان ديناميكي أو مع الزعماء الدينيين من أصحاب الشعبية الذين كان يمكن لهم أنه يلهموا الملايين من الناس وأن يقودوهم.
لهذا الغرض، فُسرت فكرة لينين القائلة بأنه ينبغي على الدولة أن تبدي تسامحًا أكبر حيال الكهنة غير الأخلاقيين أو حتى المجرمين لا حيال من يتمتعون بمكانة أخلاقية جيدة، فُسرت بوجوب عزل رجال الدين أصحاب الشعبية أو سجنهم أو قتلهم حيثما أمكن ذلك. وغالبًا ما اختُرعت ضد هؤلاء تهم بهدف تبرير اعتقالهم أو سجنهم أو إعدامهم.